# Věra Jourová

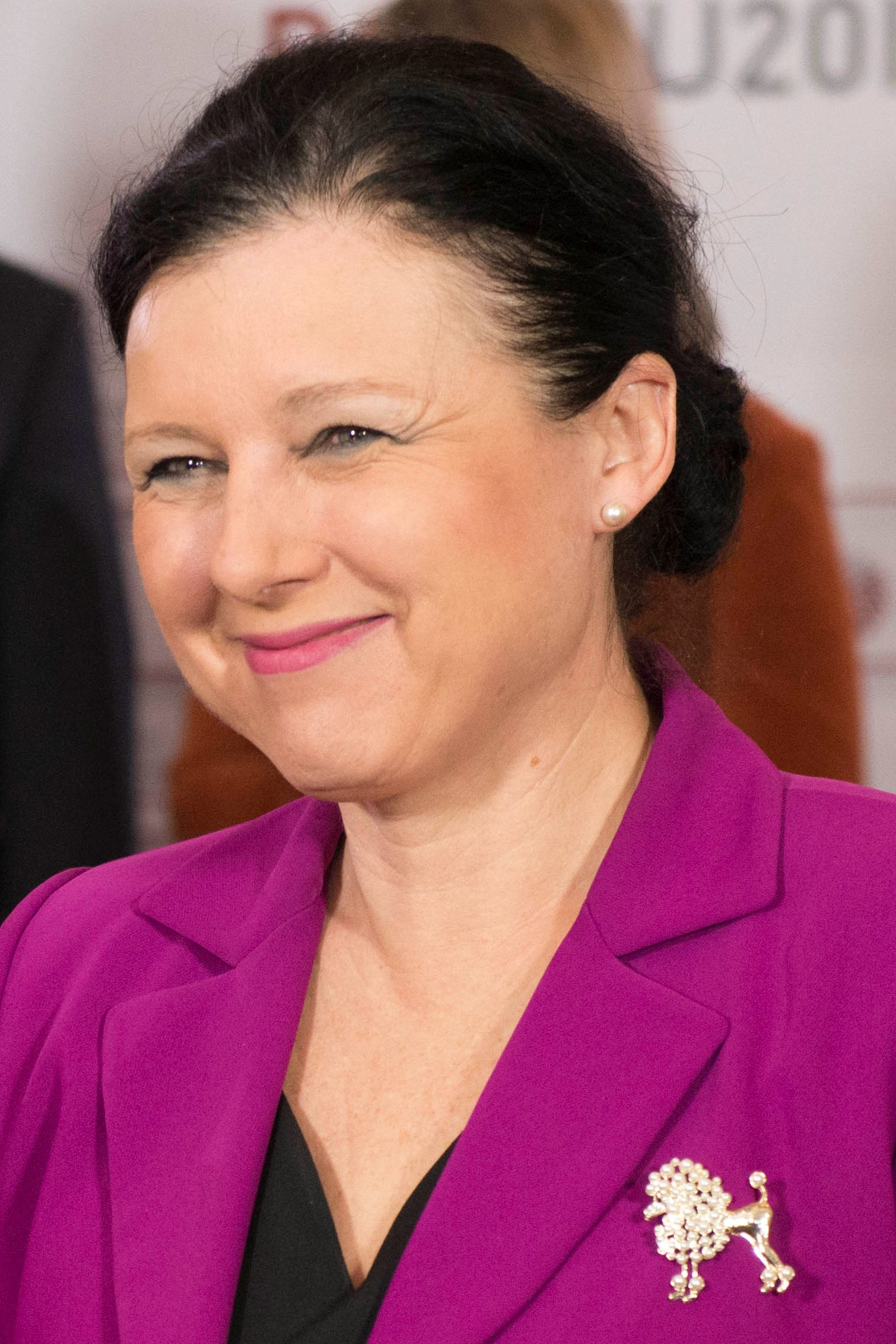
Věra Jourová

Věra Jourová, född 18 augusti 1964 i Třebíč, är en tjeckisk politiker. Hon är sedan 1 november 2014 ledamot av Europeiska kommissionen med ansvar för rättsliga frågor, konsumentfrågor och jämställdhet i kommissionen Juncker.
Jourová var tidigare medlem i Tjeckiens socialdemokratiska parti och var bland annat biträdande minister med ansvar för regionala frågor 2003-2006. Från 2011 har hon företrätt det liberala partiet ANO 2011, bland annat som ledamot av deputeradekammaren och förste vice partiordförande. Politiskt står hon nära miljardären, företagsmagnaten och premiärministern Andrej Babiš, som är partiordförande för ANO 2011. Hon var minister för regional utveckling i Bohuslav Sobotkas koalitionsregering från januari till oktober 2014. 
Jourová är jurist från Karlsuniversitetet i Prag.